# Артифий (сын Артабана)
Артифий (элам. Ir-tap/tup-pi-ya) — персидский военачальник во время похода Ксеркса I в 480—479 годах до н. э.
Отец Артифия Артабан был, по всей видимости, братом персидского царя Дария I. Готовясь к походу в Грецию, Ксеркс I назначил командирами огромной, собранной почти со всех частей империи армии, своих родственников и доверенных людей. По свидетельству Геродота, одним из таких военачальников был Артифий. Ему была доверена часть воинского контингента VII сатрапии. Под командованием Артифия находились отряды гандариев и дадиков, снаряжённых тростниковыми бактрийскими луками и короткими копьями. Возможно, «отец истории» получил эту информацию из какого-то персидского источника времён кампании 480—479 годов до н. э.